# 神田厚
神田 厚（かんだ あつし、1941年5月11日 - 2008年2月22日）は、日本の政治家。勲章は正四位旭日重光章。防衛庁長官（第55代）、民社党国会対策委員長、衆議院議員（8期）を歴任した。父は衆議院議員を務めた神田大作。

## 来歴・人物
1941年（昭和16年）栃木県芳賀郡益子町生まれ。栃木県立真岡高等学校、1966年（昭和41年）早稲田大学文学部を卒業した。早大を卒業した後に、駒込学園高等学校教諭、栃木自動車整備専門学校教員、父・神田大作衆議院議員秘書を経て、1976年（昭和51年）12月の第34回衆議院議員総選挙に旧栃木県第2区から民社党公認で出馬し、初当選を果たした。民社党の同期当選に大内啓伍、中野寛成、米沢隆がいる。
1979年（昭和54年）、佐々木良作民社党委員長の下で党会計監査に就任をした。1985年（昭和60年）に、佐々木が委員長を辞任して、塚本三郎新委員長の下で党農林漁業対策委員長に就任する。1988年（昭和63年）には塚本の下、党中央執行委員会の委員に名を連ねた。
1990年（平成2年）2月、第39回衆議院議員総選挙で吉田之久民社党国会対策委員長が落選したため、後任の国対委員長に就任。1992年（平成4年）6月のPKO国会では自民・公明・民社3党で協調し、自衛隊の海外派遣に賛成。日本社会党や日本共産党の強硬な反対を覆し、PKO法案の成立に尽力する。
1993年（平成5年）8月、細川内閣が発足し、民社党は結党後初めて与党入りした。この時の役職は党院内総務である。1994年（平成6年）4月の細川内閣総辞職後、神田は続く羽田内閣で防衛庁長官に任命され、初入閣を果たした（後任の国対委員長は青山丘）。社会党の連立離脱により羽田内閣は少数与党政権に転落し、同年6月、自民党から提出された内閣不信任決議案の採決を待たず、退陣を表明。神田も、わずか2ヶ月で防衛庁長官を退任した。同年12月、民社党解党に伴い新進党結党に参加。
1996年（平成8年）6月、小沢一郎新進党党首の下で党総務に就任。1997年（平成9年）12月の新進党解党後は、旧民社党系議員により結成された新党友愛に参加する。1998年（平成10年）4月、新党友愛、民政党が旧民主党に合流し、新たに民主党が結党された。
2000年（平成12年）に、体調不良のため第42回衆議院議員総選挙に出馬せず、政界を引退した。2008年（平成20年）2月22日に、心筋梗塞のため栃木県真岡市の病院で死去した。享年67。叙正四位授旭日重光章。
| 公職          | 公職                                 | 公職            |
| ------------- | ------------------------------------ | --------------- |
| 先代 愛知和男 | 防衛庁長官 第55代：1994年            | 次代 玉澤徳一郎 |
| 議会          |                                      |                 |
| 先代 小沢辰男 | 衆議院懲罰委員長 1998年              | 次代 山花貞夫   |
| 先代 近藤豊   | 衆議院安全保障委員長 1995年 - 1996年 | 次代 吹田愰     |